# تيودورا غينيه
تيودورا غينيه هي ملحنة كوبية، ولدت في 1530 في سانتياغو (محافظة) في جمهورية الدومينيكان، وتوفيت في 1598.